# مكرم
مكرم هي مدينة ساحلية في جزيرة كمران في البحر الأحمر . وهي تقع في محافظة الحديدة اليمنية ، 
- مـــــــديـــــنة الحديدة 7.2كم
- محافظة المــحويت 93 كيلو متر
- امانة العاصمة 151 كيلو متر
- ذمار 152 كيلو متر
- مدينة تعز 165 كيلو متر
- رداع , 193 كيلو متر
- مرهبه 193 كيلو متر
- مديرية جبن 217 كيلو متر
- مدينة عدن 287 كيلو متر
- جيبوتي 352 كيلو متر

مراجع وروابط خارجية